# 精灵图

由六张云彩精灵图组成的CSS拼合图

精灵图（英語：Sprite），又被稱為拼合圖。在计算机图形学中，当一张二维图像整合进场景中，成为整个显示图像的一部分时，这张图就称为精灵图。
因為常见碳酸饮料雪碧的英文名稱也是，也有人会使用雪碧图的非正式译名。

## 历史
精灵图源于1974年左右街机的兴起，其中的只读存储器使得精灵图被广泛使用。Taito当时发售了最早使用精灵图的电子游戏。
二十世纪七十年代中期，Signetics设计出第一款支持生成精灵图形的视频/图形处理器。
1977年发售的Atari 2600以其硬件精灵图为卖点，支持五个图形对象同时在游戏场景中独立移动。
「精灵图」一词首次作为图形术语出现，是在德州仪器的9918(A)视频显示处理器上。使用「精灵图」作为术语，是因为精灵图并不是帧缓冲中位图数据的一部分，而是「悬浮」于帧缓冲中数据之上，不影响其中数据，就像幽灵或精灵一样。

## 应用
精灵图多用于游戏中的人物和可移动物品，也可以用于显示鼠标指针和输入的文字。如果屏幕上的可移动物体的尺寸比一个精灵图要大，可由若干个精灵图缩放/拼接而成。
广告牌（billboards）实现的是3D场景中的一种精灵图。正如高速公路旁的广告牌总是朝向驾驶员一样，3D精灵图总是朝向摄像机。使用广告牌技术不仅能够获得更高的性能，同时还能使得画面更加美观。相对于其它类型的3D对象，大多数3D渲染引擎处理这类「3D精灵图」时处理得更快。从美学角度看，有时精灵图也很占优，因为多边形渲染很难实现一些类似于火焰的效果。

### CSS拼合图

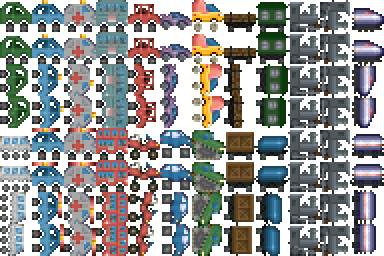
一张拼合图

CSS拼合图（CSS Sprites）技术，是將需要分別顯示的多張圖像整合為單一圖像，然后利用层叠样式表分别定位顯示各部分图的技術，以減少下載圖像數量，提高網頁顯示速度。